# Совка картофельная
Совка картофельная или совка лиловатая яровая или совка болотная (лат. Hydraecia micacea) — бабочка семейства совок, вредитель многих сельскохозяйственных культур.
Размах крыльев составляет 28—45 мм. Длина переднего крыла 14—21 мм. Передние крылья серовато-жёлтые, темно- или коричнево-серые, с некоторым красноватым оттенком, с поперечными линиями и пятнами. Задние крылья серовато- или розовато-жёлтого цвета, с тёмной полоской в верхней трети крыла.
Самка откладывает в августе-сентябре 70-90 яиц в двух-трех параллельных рядах. Перезимовавшие яйца развиваются в конце апреля — начале мая. Гусеницы питаются на различных травах, в том числе на картофеле. В конце июня — середине июля гусеницы окукливаются.
Вредит картофелю, ревеню, хмелю, томату, кукурузе, луку, чесноку, землянике, малине, декоративным растениям (лилиям, ирисам и др.). Гусеницы часто развиваются на тростнике, осоке, касатике, пырее, маннике и др. Питаются гусеницы на листьях, затем в стеблях злаков, позже переходят на растения с толстым стеблем. Повреждают стебли, корневища.